# Богданешти (Сучава)
Богданешти (рум. Bogdăneşti) насеље је у Румунији у округу Сучава у општини Богданешти. Oпштина се налази на надморској висини од 350 m.

## Становништво
Према подацима из 2002. године у насељу је живело 3966 становника, од којих су сви румунске националности.